# Nghê (nước)
Nghê (tiếng Trung: 郳; bính âm: Ní) còn gọi là Tiểu Chu Lâu (小邾婁國) hay Tiểu Chu (小邾國) là một nước chư hầu thời Xuân Thu Chiến Quốc trong lịch sử Trung Quốc. Quốc quân mang họ Tào của thị tộc Nhan với tước vị tử tước. Nước này về sau bị Sở tiêu diệt vào những năm đầu thời Chiến Quốc.